# Pseudobryobia antennaria
Pseudobryobia antennaria är en spindeldjursart som beskrevs av Baker och James P. Tuttle 1994. Pseudobryobia antennaria ingår i släktet Pseudobryobia och familjen Tetranychidae. Inga underarter finns listade i Catalogue of Life.